# Moulon (Żyronda)
Moulon – miejscowość i gmina we Francji, w regionie Nowa Akwitania, w departamencie Żyronda.
Według danych na rok 1990 gminę zamieszkiwało 866 osób, a gęstość zaludnienia wynosiła 65 osób/km² (wśród 2290 gmin Akwitanii Moulon plasuje się na 485. miejscu pod względem liczby ludności, natomiast pod względem powierzchni na miejscu 862.).